# Папово-Бискупе (гмина)
Папово-Бискупе (пол. Papowo Biskupie) — сельская гмина (волость) в Польше, входит как административная единица в Хелмненский повет, Куявско-Поморское воеводство. Население — 4315 человек (на 2004 год).

## Соседние гмины

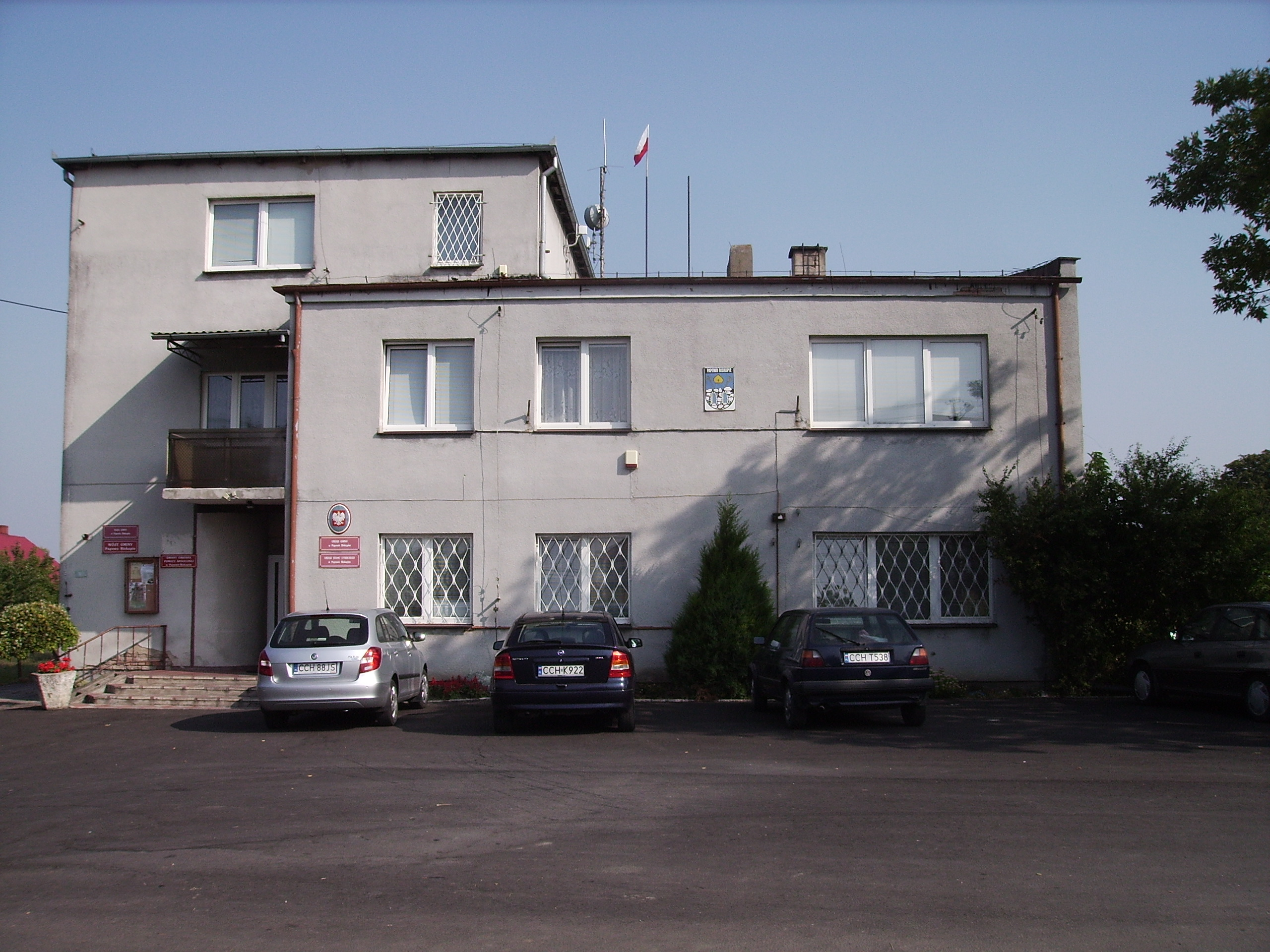
Здание администрации гмины

1. Гмина Хелмжа
2. Гмина Киево-Крулевске
3. Гмина Лисево
4. Гмина Стольно